# Слащен
Сла̀щен е село в Югозападна България. Намира се в община Сатовча, област Благоевград.

## География
Село Слащен се намира в Югозападните Родопи. То попада в историко-географската област Чеч. През землището на селото тече река Места. Съседните му села са Вълкосел, Жижево, Туховища, Годешево и Беслен в България, както и Ракищен в Гърция.

## История

### Етимология
Според академик Иван Дуриданов това е първоначално жителско име със суфикс – jane *Слаштане < *Saltjane, производно от прилагателното *слат, „солен“, откъдето идва българското слатина, „извор, на който водата не блика силно“, старобългарското , „солена вода“, сръбското сла̏тина „място, където бавно извира солена или кисела вода“, словенското slâtina, чешкото slatina, „тресавище“, руското солотъ, „мочурище“, „блато“, сръбското селищно име Слато.

### Праистория
Село Слащен има дълга история. Най-ранното известно селище в землището на Слащен е датирано към късната бронзова епоха. В местността Мрамор е съществувало селище през ранножелязната епоха и през античността. В местността Чуката северно от селото има надгробна могила, съществувало е и селище. В другата местност с това име на брега на река Места също има следи от селище. Антично селище е съществувало и в местността Градище. Открити са много находки и в селището от късножелязната епоха в местността Сливките. На възвишенията Белица и Грамада също има следи от антично селище, а в местността Лозята им могилен некропол.

### В Османската империя
Село Слащен е въведено в османската административна система през 1464 – 65 година, когато е регистрирано населението му поименно. В регистъра са вписани 1 мюсюлманско семейство, а немюсюлманите в селото са 51 семейства, 10 неженени и 1 вдовица. Следващото отразяване на населението на Слащен е извършено през 1478 – 79 година, когато от селото са вписани 2 мюсюлмански семейства, 100 немюсюлмански с 2 неженени и 1 вдовица. В следващите години населението на селото се увеличава значително. През 1519 година мюсюлманите в него са 25 семейства и 18 неженени, а немюсюлманите са 113 семейства, 13 неженени и 19 вдовици. 11 години по-късно мюсюлманите нарастват още повече, а немюсюлманите намаляват. В съкратен регистър от 1530 година в Слащен мюсюлманите са вече 35 семейства и 25 неженени, а немюсюлманите са 70 семейства, 6 неженени и 6 вдовици. От същата година е запазен и фрагмент от подробния регистър, в който Слащен е единственото село в Неврокопско (от тези, изброени във фрагмента), в което има джамия, а имам е Муса, син на Хъдър. В подробен регистър на Софийския санджак от 1569 – 70 година е отразено данъкоплатното население на Слащен както следва: мюсюлмани – 33 семейства и 37 неженени; немюсюлмани – 14 семейства и 12. Селото се среща и в османски документи от 1605 година като Ислащани.
През 1671 година в Неврокоп били свикани посланици от всички села в казата да свидетелстват в съда, че им е била изплатена изкупената от държавата продукция. От мюсюлманските села бил пращан мюсюлманин, от християнските – християнин, а от смесените – мюсюлманин и християнин. Селата, в които живели хора с по-висок обществен статут, са представени от тях без значение от религията им. В този документ Слащен е представено от Мехмед Челеби. През XVII век населението е драстично редуцирано поради преминаващите военни походи и няколкото чумни епидемии. Така през 1723 година Слащен е чисто мюсюлманско село с 48 домакинства. В селото има джамия, имам, мюезин, кайъм, а освен това и един спахия и още един спахия на тимар. В османските документи селото се среща предимно под името Ислащен (на османски турски: ﺍﺳﻼشــتــــن).
В XIX век Слащен е мюсюлманско село в Неврокопска каза на Османската империя. В „Етнография на вилаетите Адрианопол, Монастир и Салоника“, издадена в Константинопол в 1878 година и отразяваща статистиката на населението от 1873 година, Слащен (Slaschtène) е посочено като село с 50 домакинства и 130 жители помаци от мъжки пол. Съгласно статистиката на Васил Кънчов („Македония. Етнография и статистика“) към 1900 година Слащен е българо-мохамеданско селище. В него живеят 750 българи-мохамедани в 90 къщи. Според Стефан Веркович към края на XIX век Слащен има мюсюлманско мъжко население 176 души, което живее в 50 къщи.

### В България
В 1913 година няколко бежански семейства от останалото в Гърция Ракищен се заселват в останалото в България Слащен.
Според Димитър Гаджанов в 1916 година във Вълкосел, Годешево, Слащен и Туховища живеят 3012 помаци. Според данните от преброяванията през годините 1926, 1934, 1946 и 1956, населението на Слащен е било съответно 839, 838, 1130 и 1263 души. През пролетта на 1972 година имената на жителите на селото са сменени като част от Възродителния процес, като властите срещат сериозна съпротива и прибягват до масови насилия.
Преброяване на населението през 2011 г.
Численост и дял на етническите групи според преброяването на населението през 2011 г.:
|                     | Численост |
| Общо                | 1879      |
| Българи             | 500       |
| Турци               | 5         |
| Цигани              | -         |
| Други               | 3         |
| Не се самоопределят | 17        |
| Неотговорили        | 1354      |

## Религии
Жителите на Слащен са помаци и изповядват исляма. Джамията се намира в центъра на селото. Състои се от молитвен дом и минаре. Минарето има един балкон. След дългият период на забрана на влизане в джамия през комунизма, тя е отново отворена след промените през 1989 г. Средства се събират от цялото село за обновяването и освежаването и.

## Училище
Първото българско училище в Слащен е открито в края на 1912 година, но след неуспешния опит за покръстване на помаците то е закрито. Преоткрито е на 1 март 1925 година. Единственият учител е бил Истилиян Кръстев, брат на началника на пограничния подучастък. На 8 декември 1925 година със заповед на Министерството на просвещението е назначен Методи Тенев от град Кюстендил. Смята се, че той е първият учител и директор на училището. Първоначално училището се помещавало в 4 стаи, построени на трудови начала като надстройка на джамийския мектеб (завършени към края на месец декември 1926 година).
Училището се помещава в собствена сграда от 1950 година, построено почти на трудови начала за 5 години. Сградата тогава напълно е отговаряла и задоволявала потребностите на учебното дело, но след 1970 година става крайно недостатъчна, защото всички паралелки (I-VIII клас) вече са двойни, а някои – тройни. Настоящата сграда е строена по типов проект, пригоден от проектантска организация – Благоевград от 1975 до 1979 година. Първоначално училището е открито като начално (I-IV отделение), а през 1980 година за пръв път се открива и I прогимназиален клас (V клас). През 1950/51 година завършва първият випуск VII клас. През 1963/64 година завършва първият випуск VIII клас. През 1989/90 година с разрешение на МПК се откриват 2 паралелки IX клас. Училището става ЕСПУ – I-IX клас. През 1991/92 година завършва и първият випуск. През учебната 1998/99 година в училището има профилирани, професионални и общообразователни паралелки. От 2002 година със заповед на Министерството на образованието в училището се открива XII клас. През учебната 2008/2009 година в училището се обучават 466 ученици. Учебно-възпитателният процес се осъществява от 30 квалифицирани учители. Към 2009 година над 60 студента от училището се обучават за бъдещи медиалози, лекари, икономисти, инженери и още много други професии.
| Директори на училището | Директори на училището    | Директори на училището        | Директори на училището |
| №                      | Години                    | Име                           | Родно място            |
| ---------------------- | ------------------------- | ----------------------------- | ---------------------- |
| 1.                     | 1925                      | Истилиян Кръстев              |                        |
| 2.                     | 1926 - 1927               | Методи Тенев                  | Кюстендил              |
| 3.                     | 1928                      | Иванка Цекова – главен учител | Врачеш                 |
| 4.                     | 1929 и 1931 - 1932        | Петър Йосифов Манев           | Кюстендил              |
| 5.                     | 1930                      | Христо Бончев                 | Горна Оряховица        |
| 6.                     | 1933 - 1939               | Иван Аврамов                  |                        |
| 7.                     | 1940                      | Илия Сирмин                   |                        |
| 8.                     | 1942 - 1944               | Георги Димитров Стоянов       |                        |
| 9.                     | 1944 - 1945               | Садидин Сюлейманов Махмудов   | Слащен                 |
| 10.                    | 1946 - 1949               | Няма сведение                 |                        |
| 11.                    | 1949 - 1951               | Костадин Ангелов Папанов      |                        |
| 12.                    | 1951 - 1953               | Методи Николов Ташков         |                        |
| 13.                    | 1953 - 1958               | Иван Стоянов Вакареев         | Гоце Делчев            |
| 14.                    | 1959 - 1961               | Васил Илиев Илински           | Крайници               |
| 15.                    | 1961 - 1966               | Атанас Тинев                  | Гоце Делчев            |
| 16.                    | 1968                      | Илия Филипов Попбожиков       |                        |
| 17.                    | 1968 -1970                | Юсуф Маджаров                 | Вълкосел               |
| 18.                    | 1970 - 1971               | Владимир Масарлиев            | Слащен                 |
| 19.                    | 1971 - 1975               | Йосиф Дервишев                | Слащен                 |
| 20.                    | 1975 - 1990 и 1996 - 1998 | Максим Чангалов               | Годешево               |
| 21.                    | 1990 - 1996               | Арсо Йосифов Дервишев         | Слащен                 |
| 22.                    | 1998 - 2018               | Недко Младенов Хаджиев        | Слащен                 |
| 23.                    | 2018                      | Валери Антонов Шкодров        | Слащен                 |

## Културни и природни забележителности
При археологически проучвания край Слащен е открит средновековен некропол.